# Adélaïde của Pháp
Marie Adélaïde của Pháp (tiếng Pháp: Marie Adélaïde de France; 23 tháng 3 năm 1732 – 27 tháng 2 năm 1800) là vương nữ Pháp và là con gái của Louis XV của Pháp và Maria Leszczyńska của Ba Lan. Vì là con gái hợp pháp của Quốc vương Pháp, Adélaïde được phong làm fille de France (Con gái nước Pháp). Tại triều đình, vương nữ được gọi là Madame Quatrième ("Madame Đệ Tứ") cho đến khi chị gái Marie Louise qua đời vào năm 1733, và sau đó là Madame Troisième ("Madame Đệ Tam"). Từ năm 1737 đến năm 1755, vương nữ được gọi là Madame Adélaïde, là Madame từ năm 1755 đến năm 1759 và một lần nữa là Madame Adélaïde từ năm 1759 cho đến khi qua đời. Từ năm 1777 đến năm 1792, Adélaïde và em gái Sophie sở hữu Công quốc Louvois do cháu trai là Louis XVI của Pháp lập ra. Trong thời trị vì của Louis XVI, Adélaïde là người dẫn đầu phe bảo thủ cực đoan tại triều đình và cực kỳ thù địch với Marie Antoinette, khi bà được cho là người đầu tiên gọi Vương hậu là 'ả người Áo'. Khi Cách mạng Pháp nổ ra, Adélaïde và em gái Victoire chạy trốn khỏi quê hương để đến Roma, và khi Cộng hòa Pháp xâm lược Bán đảo Ý vào năm 1796, hai chị em chuyển đến Napoli. Vào năm 1799, việc Pháp chinh phục Napoli khiến hai chị em phải chuyển đến Trieste, nơi hai người lần lượt qua đời vào năm 1799 và năm 1800.

## Cuộc đời

### Tuổi thơ
Adélaïde sinh ngày 23 tháng 3 năm 1732 tại Pháp, là người con thứ sáu và là con gái thứ tư của Vua Louis XV của Pháp và Vương hậu Maria Leszczyńska. Vương nữ được đặt tên theo bà nội là Maria Adelaide của Savoia, Trữ phi nước Pháp, và được nuôi dưỡng tại Cung điện Versailles cùng với các chị gái của mình, Madame Louise Élisabeth, Madame Henriette và Madame Marie Louise, cùng với anh trai là Trữ quân Louis Ferdinand.
Các em gái của Adélaïde được nuôi dưỡng tại Tu viện Fontevraud từ năm 1738 trở đi, vì chi phí nuôi dưỡng các vương nữ tại Versailles bị Hồng y Fleury, bộ trưởng chính của Nhà vua cho là quá đắt đỏ. Adélaïde ban đầu được mong đợi sẽ cùng các em gái của mình đến Fontevraud. Tuy nhiên, vương nữ được phép ở lại với anh trai và ba người chị gái tại Versailles sau khi cầu xin cha mình.

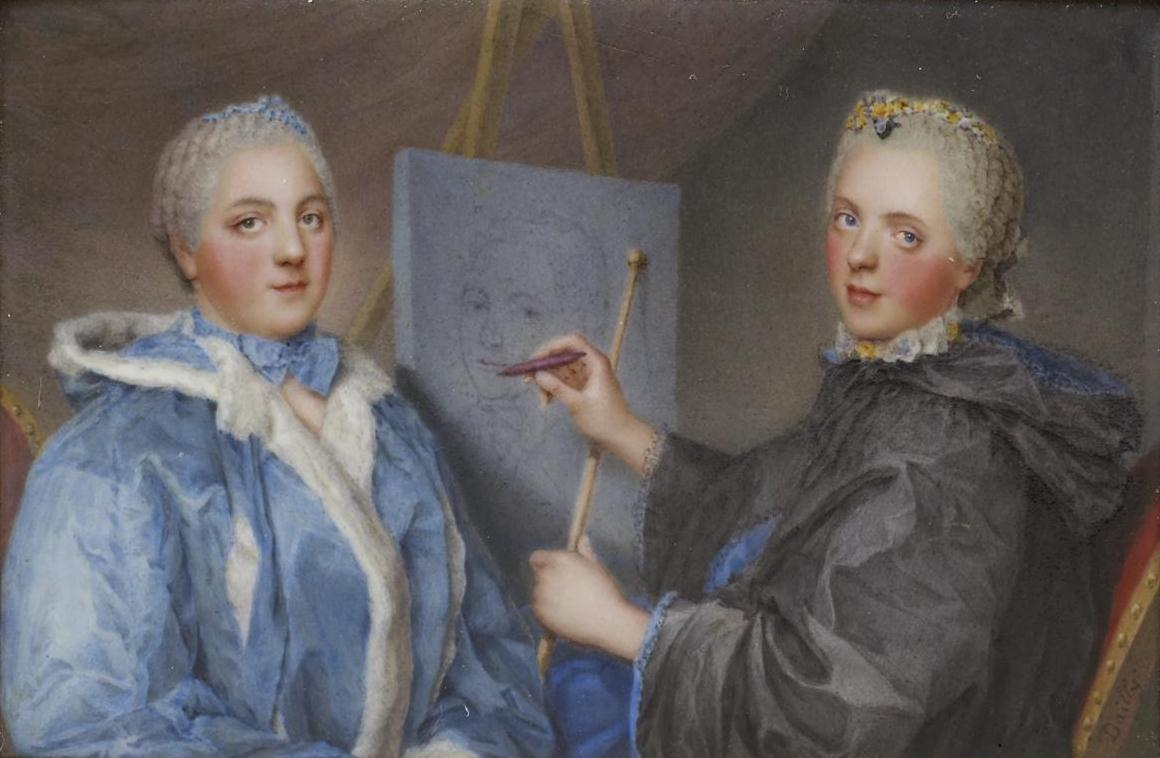
Louise Élisabeth và Adélaïde (1761-1762)

Adélaïde được giao cho Marie Isabelle de Rohan, Công tước phu nhân xứ Tallard chăm sóc. Theo Madame Campan, "Madame Adélaïde đặc biệt có mong muốn học hỏi vô bờ bến; vương nữ được dạy chơi tất cả các loại nhạc cụ, từ kèn cor (bạn có tin được không!) đến đàn hạc Do Thái." Vương nữ học tiếng Ý với Goldoni và học nhạc cùng với Beaumarchais. Một trong những lý do khiến chi phí dành cho các em gái của Adélaïde tại Versailles được coi là quá cao, là vì những đứa trẻ của hoàng gia được phép tham gia vào cuộc sống cung đình ngay từ khi còn rất nhỏ. Họ được phép tham dự cũng như sắp xếp các lễ hội ngay từ khi còn nhỏ tuổi. Adélaïde và chị gái Henriette, những người không phải đến Fontevraud, đã đi cùng cha mình đến nhà hát opera ở Paris ít nhất là từ năm 1744 và đi săn cùng cha năm ngày một tuần, kể từ đầu năm 1746.

### Triều đại của Louis XV

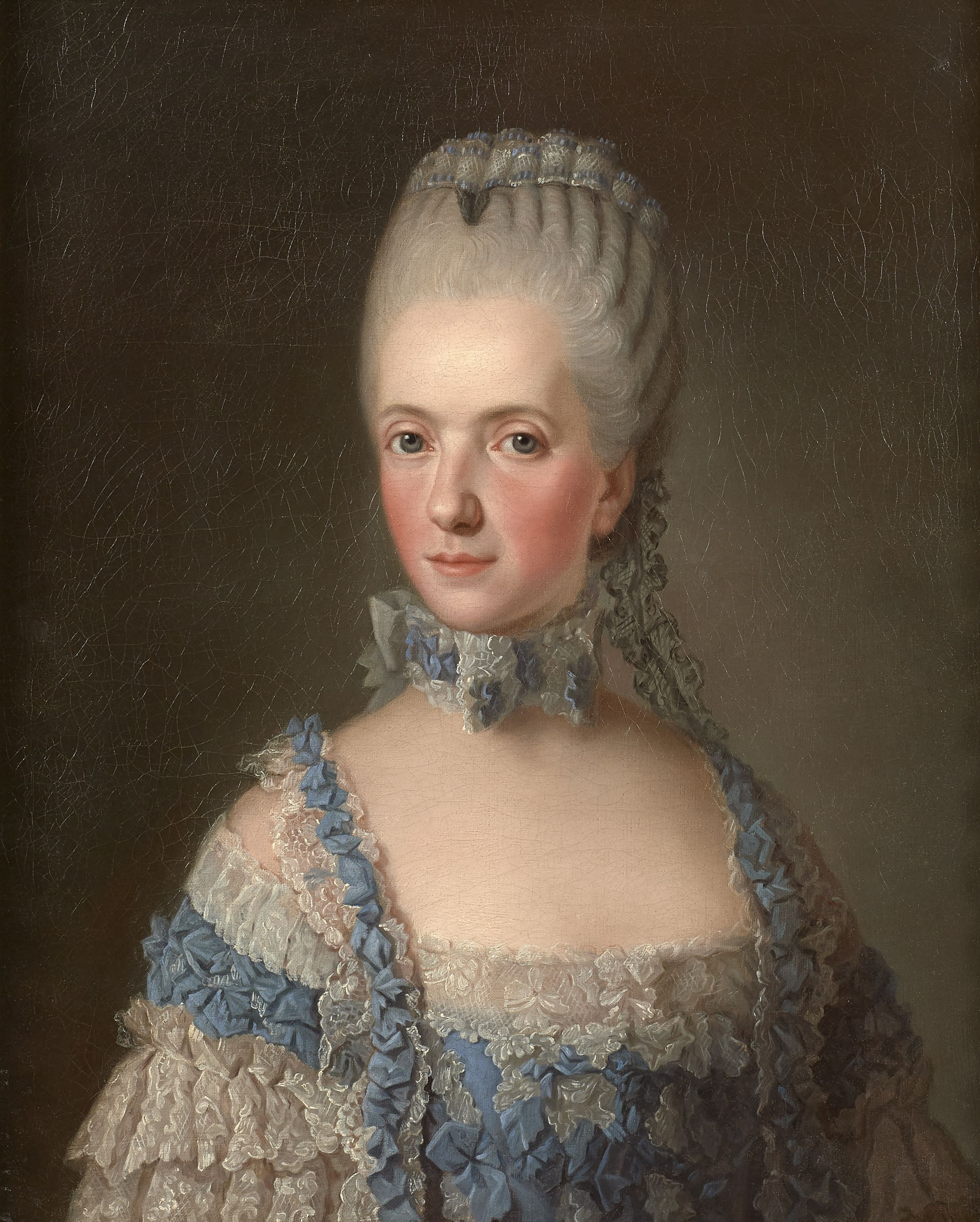
Chân dung Marie-Adélaïde, Joseph Ducreux (1768)

Năm 1744, Nhà vua đưa Henriette và Adélaïde từ nhà trẻ hoàng gia sang đoàn tùy tùng của hai chị em, được gọi là Đoàn tùy tùng của Mesdames aînées ('Các Mesdames lớn tuổi'). Hai chị em có hai nữ quan. Hai năm sau đó, các vương nữ được trao người hầu gái riêng của mình là Marie-Angélique-Victoire de Bournonville, Công tước phu nhân xứ Duras. Khi các em gái của Adélaïde quay trở lại triều đình từ Fontevrault vào năm 1748–50, các vương nữ không được đưa vào Đoàn tùy tùng của các chị gái mà thành lập Đoàn tùy tùng của các Mesdames cadetes ('Các Mesdames nhỏ tuổi hơn'). Sau khi Henriette qua đời vào năm 1752, Đoàn tùy tùng của các Mesdames lớn tuổi hơn được chuyển đổi thành Đoàn tùy tùng của Madame Adélaïde, do Marie-Suzanne-Françoise de Creil, Công tước phu nhân xứ Beauvilliers đứng đầu. Adélaïde do đó giữ vị trí là vương nữ duy nhất chưa kết hôn có đoàn tùy tùng của riêng mình, trong khi các em gái của bà đều có chung đoàn tùy tùng.
Vào cuối những năm 1740, khi Adélaïde đạt đến độ tuổi mà các vương nữ thường kết hôn, không có vị phối ngẫu Công giáo tiềm năng nào có địa vị như mong muốn, và Adélaïde không muốn kết hôn thay vì kết hôn với người có địa vị thấp hơn quốc vương hoặc với người thừa kế ngai vàng. Các triển vọng hôn nhân được gợi ý cho vương nữ với Louis François, Thân vương xứ Conti và Franz Xaver của Sachsen, cả hai đều không có địa vị là một vị vua hay người thừa kế ngai vàng. Khi còn ở tuổi thiếu niên, Adélaïde đã phải lòng một thành viên của đội kỵ binh sau khi quan sát anh ta thực hiện nhiệm vụ, và vương nữ đã gửi hộp đựng thuốc hít của mình với lời nhắn, "Chàng sẽ trân trọng điều này, chàng sẽ sớm được biết nó đến từ tay ai." Người lính canh liền thông báo cho đội trưởng là Công tước xứ Ayen, và sau đó Công tước đã báo cáo lên Nhà vua, người nhận ra nét chữ đó là của con gái mình. Nhà vua liền cấp cho người lính canh một khoản trợ cấp hàng năm là bốn nghìn, với điều kiện rõ ràng là phải "lập tức chuyển đến một nơi xa triều đình và ở tại đó trong một thời gian rất dài". Vào năm 1761, rất lâu sau khi Adélaïde đã qua độ tuổi mà các vương nữ vào thế kỷ 18 thường kết hôn, vương nữ được đề nghị kết hôn với Carlos III của Tây Ban Nha, người mới góa vợ. Tuy nhiên, sau khi nhìn bức chân dung của Carlos, Adélaïde đã từ chối, và sự từ chối này được cho là lý do khiến Carlos III không bao giờ tái hôn.

## Chân dung

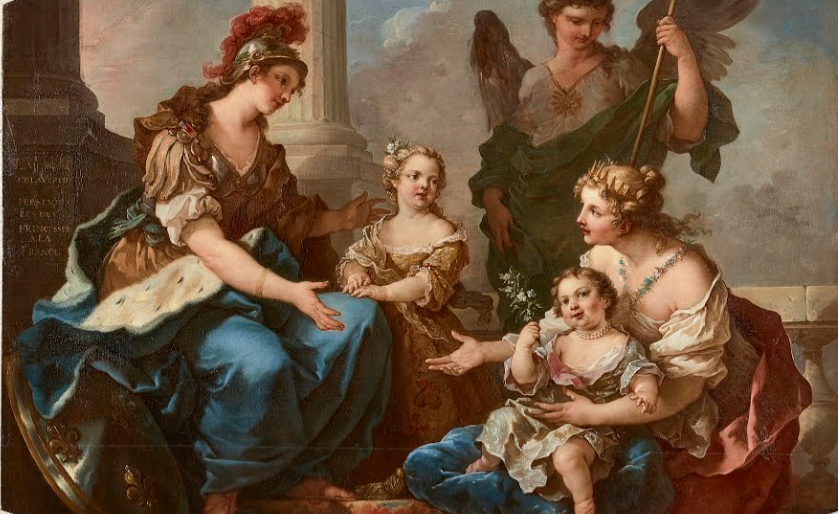
Madame Adélaïde và chị gái Madame Louise, (1734-1735), bởi Charles-Joseph Natoire.
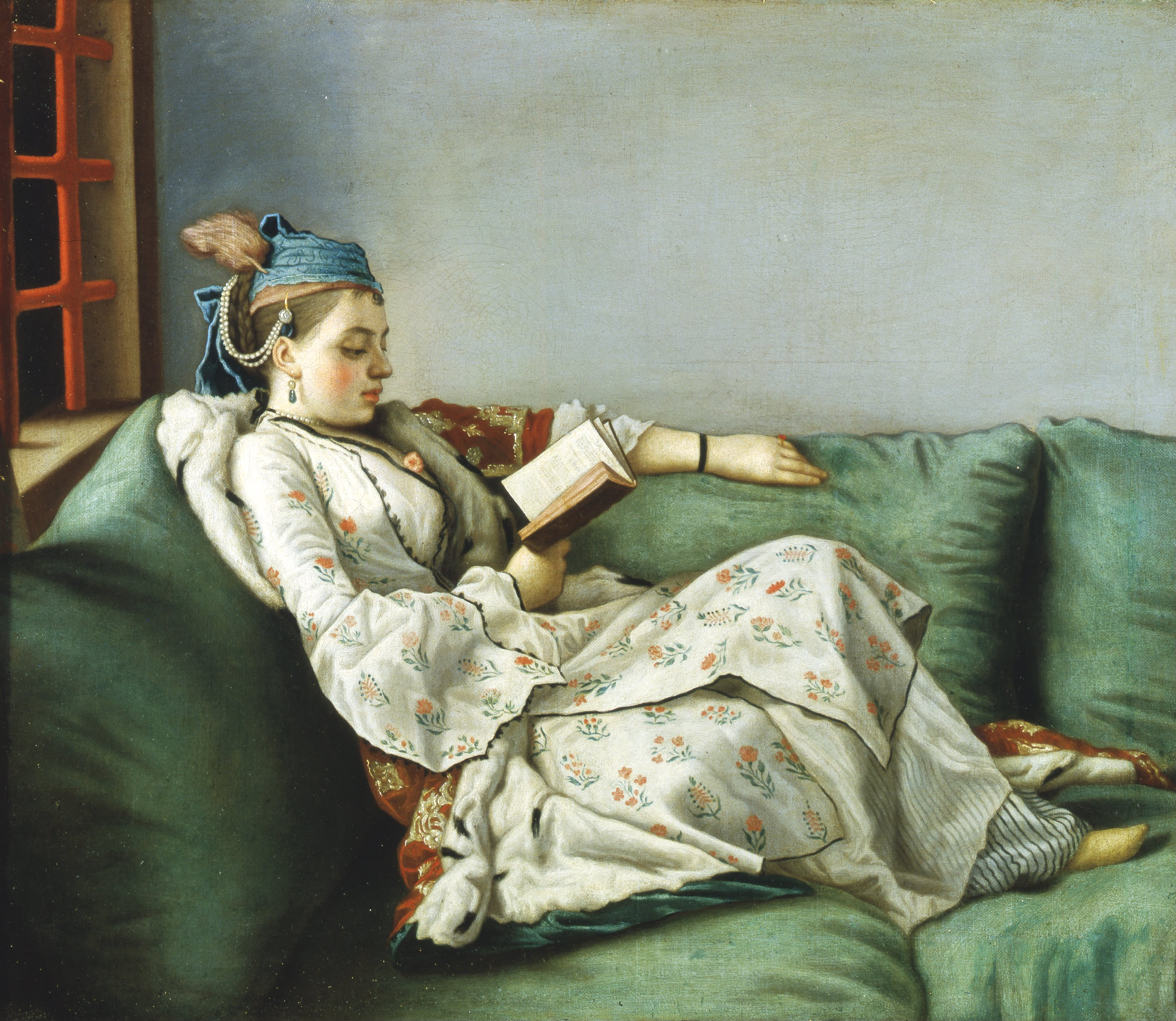
Madame Adélaïde trong trang phục Thổ Nhĩ Kỳ, 1753, bởi Liotard
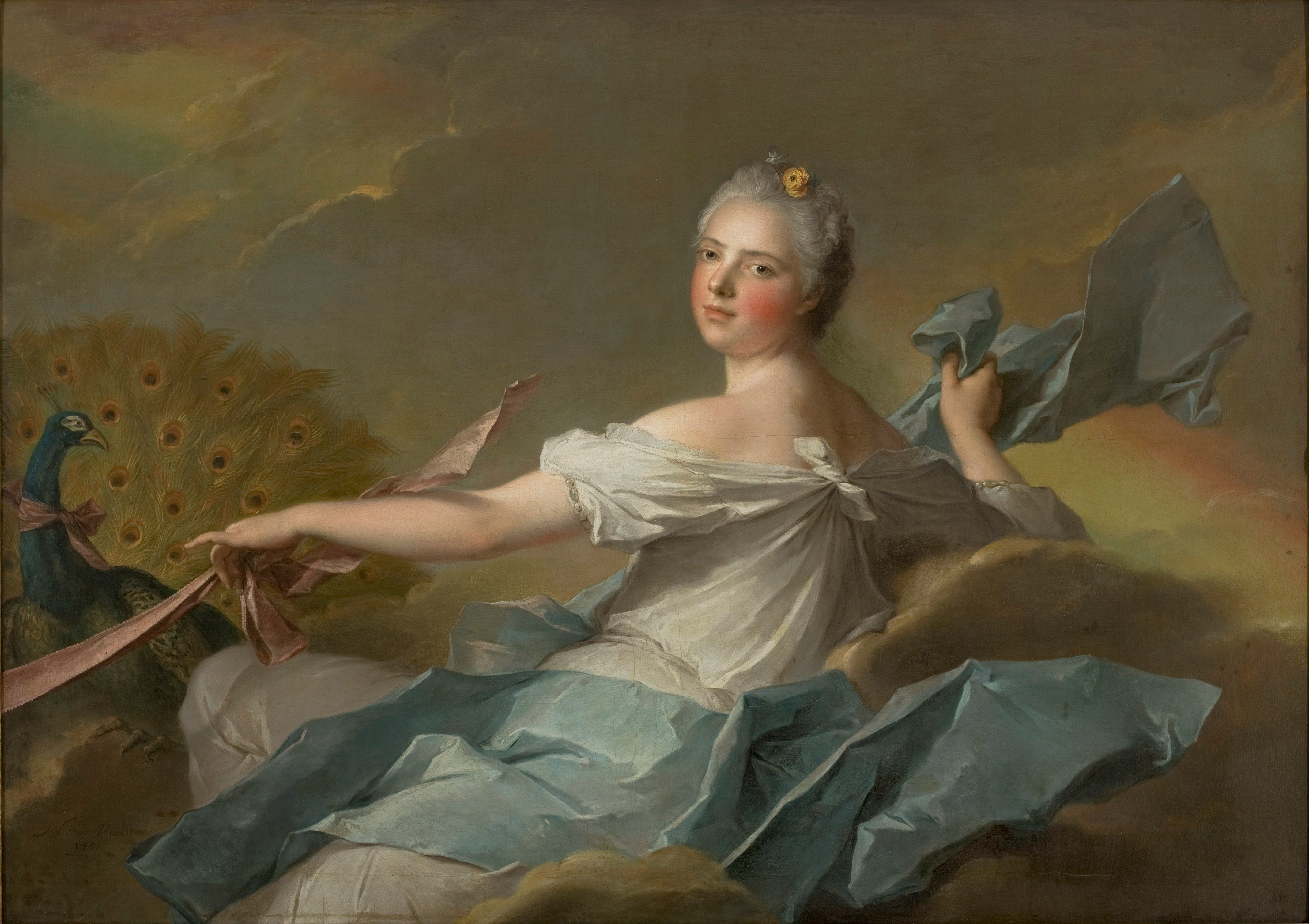
Madame Adélaïde trong vai ‘không khí’, bởi Jean-Marc Nattier (1750-1)
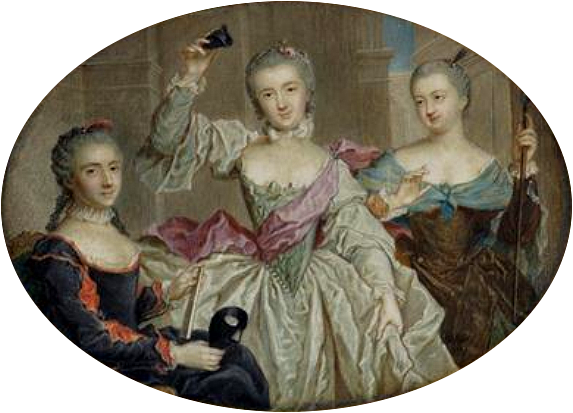
Các Madame Sophie, Victoire và Louise
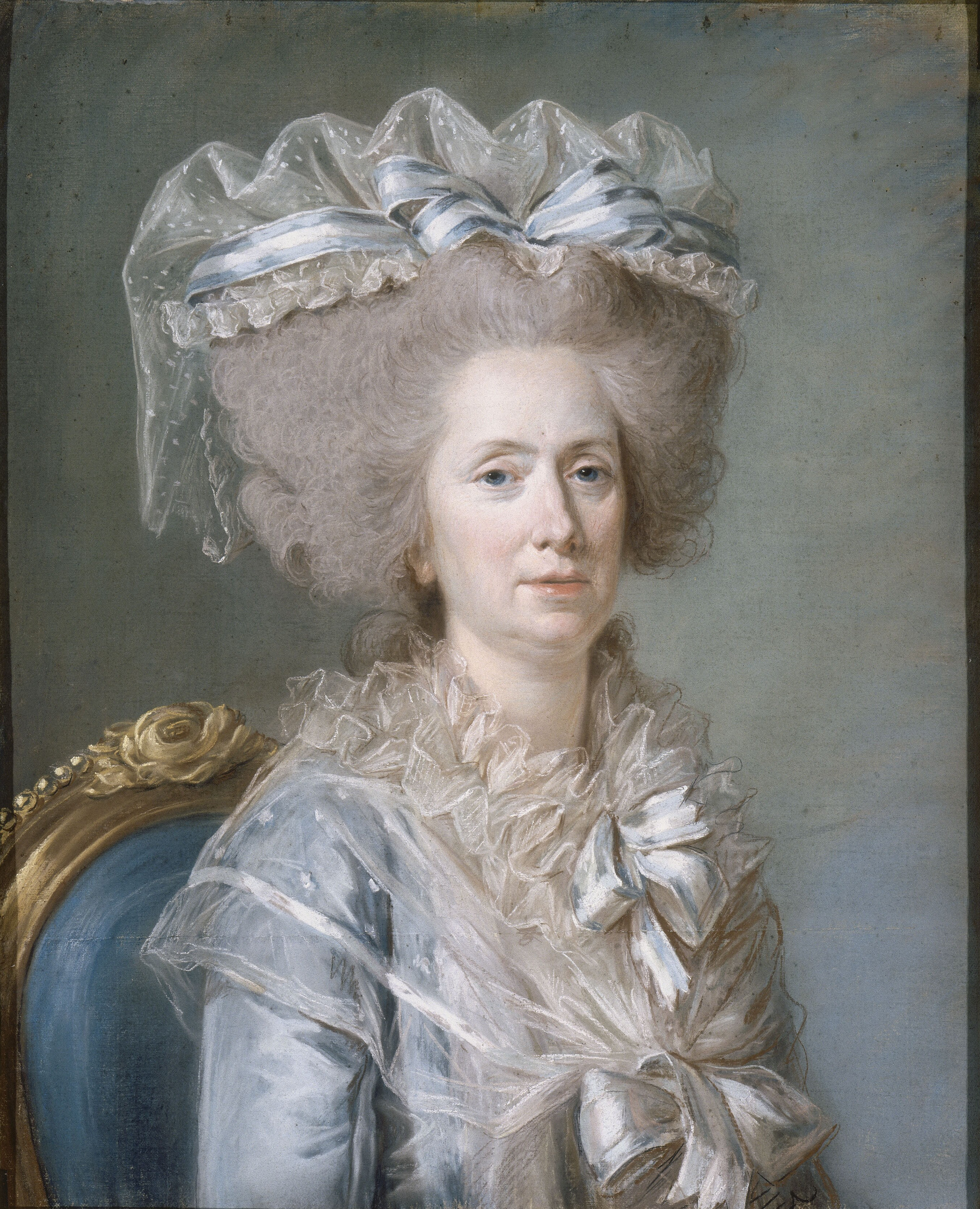
Madame Adélaïde vào lúc cuối đời

## Tổ tiên
| \| \| \| \| \| \| \| \| \| \| \| 8. Louis, Trữ quân nước Pháp \| \| \| \| \| \| \| \| \| \| \| \| \| \| \| \| \| \| \| \| \| \| \| \| \| \| \| \| \| \| \| \| \| \| \| \| \| \| \| \| \| \| \| \| \| \| \| \| \| \| \| 4. Louis, Công tước xứ Bourgogne \| \| \| \| \| \| \| \| \| \| \| \| \| \| \| \| \| \| \| \| \| \| \| \| \| \| \| \| \| \| \| \| \| \| \| \| \| \| \| \| \| \| \| \| \| \| \| \| \| \| \| \| \| \| \| \| \| \| \| \| 9. Maria Anna Victoria xứ Bayern \| \| \| \| \| \| \| \| \| \| \| \| \| \| \| \| \| \| \| \| \| \| \| \| \| \| \| \| \| \| \| \| \| \| \| \| \| \| \| \| \| \| \| \| \| \| \| \| \| \| \| \| \| \| \| \| \| \| \| \| 2. Louis XV của Pháp \| \| \| \| \| \| \| \| \| \| \| \| \| \| \| \| \| \| \| \| \| \| \| \| \| \| \| \| \| \| \| \| \| \| \| \| \| \| \| \| \| \| \| \| \| \| \| \| \| \| \| \| \| \| \| \| \| \| \| \| 10. Vittorio Amadeo II của Sardegna \| \| \| \| \| \| \| \| \| \| \| \| \| \| \| \| \| \| \| \| \| \| \| \| \| \| \| \| \| \| \| \| \| \| \| \| \| \| \| \| \| \| \| \| \| \| \| \| \| \| \| \| \| \| \| \| \| \| \| \| 5. Maria Adelaide của Savoia \| \| \| \| \| \| \| \| \| \| \| \| \| \| \| \| \| \| \| \| \| \| \| \| \| \| \| \| \| \| \| \| \| \| \| \| \| \| \| \| \| \| \| \| \| \| \| \| \| \| \| \| \| \| \| \| \| \| \| \| 11. Anne Marie của Orléans \| \| \| \| \| \| \| \| \| \| \| \| \| \| \| \| \| \| \| \| \| \| \| \| \| \| \| \| \| \| \| \| \| \| \| \| \| \| \| \| \| \| \| \| \| \| \| \| \| \| \| \| \| \| \| \| \| \| \| \| 1. Marie Adélaïde của Pháp \| \| \| \| \| \| \| \| \| \| \| \| \| \| \| \| \| \| \| \| \| \| \| \| \| \| \| \| \| \| \| \| \| \| \| \| \| \| \| \| \| \| \| \| \| \| \| \| \| \| \| \| \| \| \| \| \| \| \| \| 12. Rafał Leszczyński \| \| \| \| \| \| \| \| \| \| \| \| \| \| \| \| \| \| \| \| \| \| \| \| \| \| \| \| \| \| \| \| \| \| \| \| \| \| \| \| \| \| \| \| \| \| \| \| \| \| \| \| \| \| \| \| \| \| \| \| 6. Stanisław I Leszczyński \| \| \| \| \| \| \| \| \| \| \| \| \| \| \| \| \| \| \| \| \| \| \| \| \| \| \| \| \| \| \| \| \| \| \| \| \| \| \| \| \| \| \| \| \| \| \| \| \| \| \| \| \| \| \| \| \| \| \| \| 13. Anna Jabłonowska \| \| \| \| \| \| \| \| \| \| \| \| \| \| \| \| \| \| \| \| \| \| \| \| \| \| \| \| \| \| \| \| \| \| \| \| \| \| \| \| \| \| \| \| \| \| \| \| \| \| \| \| \| \| \| \| \| \| \| \| 3. Maria Leszczyńska của Ba Lan \| \| \| \| \| \| \| \| \| \| \| \| \| \| \| \| \| \| \| \| \| \| \| \| \| \| \| \| \| \| \| \| \| \| \| \| \| \| \| \| \| \| \| \| \| \| \| \| \| \| \| \| \| \| \| \| \| \| \| \| 14. Jan Karol Opaliński \| \| \| \| \| \| \| \| \| \| \| \| \| \| \| \| \| \| \| \| \| \| \| \| \| \| \| \| \| \| \| \| \| \| \| \| \| \| \| \| \| \| \| \| \| \| \| \| \| \| \| \| \| \| \| \| \| \| \| \| 7. Katarzyna Opalińska \| \| \| \| \| \| \| \| \| \| \| \| \| \| \| \| \| \| \| \| \| \| \| \| \| \| \| \| \| \| \| \| \| \| \| \| \| \| \| \| \| \| \| \| \| \| \| \| \| \| \| \| \| \| \| \| \| \| \| \| 15. Zofia Czarnkowska \| \| \| \| \| \| \| \| \| \| \| \| \| \| \| \| \| \| \| \| \| \| \| \| \| \| \| \| \| \| \| \| \| \| \| \| \| \| \| \| \| \| \| |                                     |  |  |  |  |  |  |  |  |                              |  |  |  |
| |                                     |  |  |  |  |  |  |  |  | 8. Louis, Trữ quân nước Pháp |  |  |  |
| |                                     |  |  |  |  |  |  |  |  |                              |  |  |  |
| |                                     |  |  |  |  |  |  |  |  |                              |  |  |  |
| |                                     |  |  |  |  |  |  |  |  |                              |  |  |  |
| | 4. Louis, Công tước xứ Bourgogne    |  |  |  |  |  |  |  |  |                              |  |  |  |
| |                                     |  |  |  |  |  |  |  |  |                              |  |  |  |
| |                                     |  |  |  |  |  |  |  |  |                              |  |  |  |
| |                                     |  |  |  |  |  |  |  |  |                              |  |  |  |
| | 9. Maria Anna Victoria xứ Bayern    |  |  |  |  |  |  |  |  |                              |  |  |  |
| |                                     |  |  |  |  |  |  |  |  |                              |  |  |  |
| |                                     |  |  |  |  |  |  |  |  |                              |  |  |  |
| |                                     |  |  |  |  |  |  |  |  |                              |  |  |  |
| | 2. Louis XV của Pháp                |  |  |  |  |  |  |  |  |                              |  |  |  |
| |                                     |  |  |  |  |  |  |  |  |                              |  |  |  |
| |                                     |  |  |  |  |  |  |  |  |                              |  |  |  |
| |                                     |  |  |  |  |  |  |  |  |                              |  |  |  |
| | 10. Vittorio Amadeo II của Sardegna |  |  |  |  |  |  |  |  |                              |  |  |  |
| |                                     |  |  |  |  |  |  |  |  |                              |  |  |  |
| |                                     |  |  |  |  |  |  |  |  |                              |  |  |  |
| |                                     |  |  |  |  |  |  |  |  |                              |  |  |  |
| | 5. Maria Adelaide của Savoia        |  |  |  |  |  |  |  |  |                              |  |  |  |
| |                                     |  |  |  |  |  |  |  |  |                              |  |  |  |
| |                                     |  |  |  |  |  |  |  |  |                              |  |  |  |
| |                                     |  |  |  |  |  |  |  |  |                              |  |  |  |
| | 11. Anne Marie của Orléans          |  |  |  |  |  |  |  |  |                              |  |  |  |
| |                                     |  |  |  |  |  |  |  |  |                              |  |  |  |
| |                                     |  |  |  |  |  |  |  |  |                              |  |  |  |
| |                                     |  |  |  |  |  |  |  |  |                              |  |  |  |
| | 1. Marie Adélaïde của Pháp          |  |  |  |  |  |  |  |  |                              |  |  |  |
| |                                     |  |  |  |  |  |  |  |  |                              |  |  |  |
| |                                     |  |  |  |  |  |  |  |  |                              |  |  |  |
| |                                     |  |  |  |  |  |  |  |  |                              |  |  |  |
| | 12. Rafał Leszczyński               |  |  |  |  |  |  |  |  |                              |  |  |  |
| |                                     |  |  |  |  |  |  |  |  |                              |  |  |  |
| |                                     |  |  |  |  |  |  |  |  |                              |  |  |  |
| |                                     |  |  |  |  |  |  |  |  |                              |  |  |  |
| | 6. Stanisław I Leszczyński          |  |  |  |  |  |  |  |  |                              |  |  |  |
| |                                     |  |  |  |  |  |  |  |  |                              |  |  |  |
| |                                     |  |  |  |  |  |  |  |  |                              |  |  |  |
| |                                     |  |  |  |  |  |  |  |  |                              |  |  |  |
| | 13. Anna Jabłonowska                |  |  |  |  |  |  |  |  |                              |  |  |  |
| |                                     |  |  |  |  |  |  |  |  |                              |  |  |  |
| |                                     |  |  |  |  |  |  |  |  |                              |  |  |  |
| |                                     |  |  |  |  |  |  |  |  |                              |  |  |  |
| | 3. Maria Leszczyńska của Ba Lan     |  |  |  |  |  |  |  |  |                              |  |  |  |
| |                                     |  |  |  |  |  |  |  |  |                              |  |  |  |
| |                                     |  |  |  |  |  |  |  |  |                              |  |  |  |
| |                                     |  |  |  |  |  |  |  |  |                              |  |  |  |
| | 14. Jan Karol Opaliński             |  |  |  |  |  |  |  |  |                              |  |  |  |
| |                                     |  |  |  |  |  |  |  |  |                              |  |  |  |
| |                                     |  |  |  |  |  |  |  |  |                              |  |  |  |
| |                                     |  |  |  |  |  |  |  |  |                              |  |  |  |
| | 7. Katarzyna Opalińska              |  |  |  |  |  |  |  |  |                              |  |  |  |
| |                                     |  |  |  |  |  |  |  |  |                              |  |  |  |
| |                                     |  |  |  |  |  |  |  |  |                              |  |  |  |
| |                                     |  |  |  |  |  |  |  |  |                              |  |  |  |
| | 15. Zofia Czarnkowska               |  |  |  |  |  |  |  |  |                              |  |  |  |
| |                                     |  |  |  |  |  |  |  |  |                              |  |  |  |
| |                                     |  |  |  |  |  |  |  |  |                              |  |  |  |